# 比利亚达
比利亚达，是西班牙卡斯蒂利亚-莱昂帕伦西亚省的一个市镇。 总面积65平方公里，总人口1253人（2001年），人口密度19人/平方公里。